# سامي الشيشيني
سامي الشيشيني (ولد في 23 يناير 1972) هو لاعب كرة قدم مصري متقاعد كان يلعب في الخط الدفاعي.

## المسيرة الكروية
قضى الشيشيني معظم مسيرته الاحترافية في اللعب لنادي الزمالك حيث فاز معه بكأس الكؤوس الأفريقية عام 2000.
الشيشيني ظهر مع منتخب مصر لكرة القدم عدة مرات، منها ثلاثة في نهائيات كأس الأمم الأفريقية لكرة القدم 1998. لعب لمصر أيضا في بطولة العالم للشباب لكرة القدم عام 1991 في البرتغال و الألعاب الأولمبية الصيفية 1992 في برشلونة.

## وصلات خارجية
- سامي الشيشيني على موقع الاتحاد الدولي (مؤرشف)  (الإنجليزية)
- سامي الشيشيني على موقع ناشيونال فوتبول تيمز (الإنجليزية)
- سامي الشيشيني على موقع أوليمبيديا (الإنجليزية)